# Through the Looking Glass (Izgubljeni)
Through the Looking Glass je finale treće sezone televizijske serije Izgubljeni koje se sastoji od dvadeset i druge i dvadeset i treće epizode. Također, to je sveukupno 71. i 72. epizoda kompletne serije. Finale su napisali jedan od autora i izvršnih producenata serije Damon Lindelof i izvršni producent Carlton Cuse, a režirao ga je izvršni producent Jack Bender. Prvi puta se emitiralo 23. svibnja 2007. godine u SAD-u i Kanadi, a gledalo ga je 14 milijuna ljudi. Poput dva finala prethodne dvije sezone i ovo traje dva sata (s reklamama), dvostruko duže od normalnih epizoda. Finale je podijeljeno u dvije epizode na DVD i Blu-ray izdanjima. Through the Looking Glass općenito se smatra jednom od najboljih epizoda serije Izgubljeni. Osvojila je mnogobrojna priznanja i nagrade, uključujući tri nominacije za prestižnu televizijsku nagradu Emmy te nominaciju za Directors Guild Award.
Radnja epizode započinje u kasnom prosincu 2004. godine, nešto malo više od 90 dana nakon pada zrakoplova 815 kompanije Oceanic Airlines. Bitka između preživjelih putnika i opasnih i tajanstvenih stanovnika otoka koje preživjeli zovu "Drugi" doživljava vrhunac nakon što desetorica Drugih napadnu preživjele kojima ovi postave zamku u svom kampu te ih u konačnici ubijaju. U međuvremenu Jack Shephard (Matthew Fox) predvodi većinu preživjelih do radio tornja kako bi pokušali komunicirati s brodom koji se nalazi u blizini otoka. Paralelno s ovom pričom gledatelji prate i priču koja se događa van otoka, a koja prikazuje suicidalno depresivnog Jacka, ovisnog o tabletama protiv bolova. Iznenađujući obrat na kraju epizode otkriva da se radnja svih scena van otoka događa negdje u budućnosti, nakon što je Jack otišao s otoka što ovu epizodu čini drugačijom od svih prethodnih u kojima su paralelne radnje pratile događaje iz života likova prije avionske nesreće.

## Radnja
Drugi planiraju napasti kamp preživjelih i oteti trudne žene za svoja znanstvena istraživanja. Preživjeli putnici za njihov plan saznaju od Karla (Blake Bashoff) te kreiraju svoj vlastiti u kojem planiraju pobiti Druge postavljajući dinamit pokraj svojih praznih šatora. Sayid Jarrah (Naveen Andrews), Jin Kwon (Daniel Dae Kim) i Bernard Nadler (Sam Anderson) ostaju na plaži sa zadatkom pucanja u dinamite kako bi ih detonirali dok ostatak preživjeli skupa s Danielle Rousseau (Mira Furlan) odlazi do radio tornja kako bi pokušali komunicirati s brodom koji se nalazi u blizini, a s kojeg je došla Naomi Dorrit (Marsha Thomason). Drugi dolaze; Sayid i Bernard uspiju detonirati svoje šatore, ali Jin promašuje metu nakon čega ih Drugi - Tom (M.C. Gainey), Ryan Pryce (Brian Goodman) i Jason (Ariston Green) - zarobe. Zbog toga što su u daljini čuli samo dvije eksplozije (od planirane tri), James "Sawyer" Ford (Josh Holloway) i Juliet Burke (Elizabeth Mitchell) odluče se vratiti i vidjeti mogu li pomoći ekipi na plaži. Hugo "Hurley" Reyes (Jorge Garcia), kojem Sawyer i Juliet nisu dozvolili da ide s njima, pojavljuje se vozeći kombi pronađen na plaži te pogazi jednog od Drugih dok istovremeno Sawyer i Juliet steknu prednost nad ostalima i zarobe ih. Tom se preda, ali ga Sawyer svejedno ubija pucnjem u prsa. 
U podvodnoj stanici za istraživanje The Looking Glass Charlie Pace (Dominic Monaghan) zarobljen je od strane tamošnjih djelatnica Grete (Lana Parrilla) i Bonnie (Tracy Middendorf). Ben Linus (Michael Emerson) saznaje za Charliejevu infiltraciju i šalje do stanice Mikhaila Bakunina (Andrew Divoff) sa zadatkom da ubije svo troje kako bi se nastavio ometati signal zbog kojeg preživjeli ne mogu komunicirati s brodom. Mikhail dolazi i ubija Gretu i Bonnie, ali njega ubija Desmond Hume (Henry Ian Cusick) koji se iznenada pojavljuje iz ormara u kojem je bio skriven nakon što je zaronio do stanice nedugo poslije Charlieja. Prije nego što je izdahnula, Bonnie je otkrila šifru kojom bi se prestao ometati radio signal (taktovi pjesme "Good Vibrations" skupine The Beach Boys) koju Charlie unosi te nedugo potom stupi u video kontakt s Penny Widmore (Sonya Walger). Penny govori Charlieju da ne poznaje nikakvu Naomi i da nije poslala nikakav brod s kojeg Naomi tvrdi da je došla. Unatoč pretrpljenim ozljedama, Mikhail se pojavljuje živ i ručnom granatom raznese prozor u sobi za komunikacije u kojoj se Charlie nalazi, ubivši pritom sebe i poplavivši prostoriju. Charlie u posljednji trenutak uspijeva hermetički zatvoriti vrata na taj način spasivši Desmonda od utapanja i prije nego što se sam utopi na svoj dlan napiše poruku ("NIJE PENNYIN BROD").
Jednog od preživjelih, Johna Lockea (Terry O'Quinn) Ben upuca. Shvativši da su mu noge ponovno paralizirane, Locke namjerava počiniti samoubojstvo, ali ga u tome sprečava iznenadna pojava Walta Lloyda (Malcolm David Kelley). U međuvremenu Ben kaže Richardu Alpertu (Nestor Carbonell) da ostatak Drugih odvede do Hrama te sa svojom posvojenom kćerkom Alex (Tania Raymonde) - pravom kćerkom Danielle Rousseau i Karlovom djevojkom - odlazi susresti se s ostatkom preživjelih s namjerom da nagovori Jacka da ne zove Naomin brod.
Kate Austen (Evangeline Lilly) je uzrujana što joj Sawyjer nije dozvolio da se s njim vrati na plažu kako bi pomogla Sayidu, Jinu i Bernardu. Jack joj govori da je to zbog toga što ju je Sawyer želio zaštititi. Nakon što ga ona upita zbog čega ga brani, Jack joj govori da je to zbog toga što ju voli. Ubrzo ona svjedoči poljupcu kojeg izmijene Jack i Juliet. Ben i Alex presreću Jackovu skupinu preživjelih; Ben mu govori da Naomi nije ona za koju se predstavlja i da bi stupanje u kontakt s njezinim ljudima na brodu bila katastrofalna pogreška za sve ljude na otoku. Nakon toga Ben naredi ubojstvo Sayida, Jina i Bernarda, a kada Jack čuje tri pucnja, napada Bena i nekoliko puta ga snažno udara u lice. Ono što Jack u tom trenutku ne zna je činjenica da su Drugi pucali u pijesak, a ne u njegove prijatelje na plaži (što su prethodno dogovorili s Benom). Rousseau se nakon dugo vremena ponovno susreće sa svojom kćerkom Alex koju su Drugi oteli nedugo nakon njezina rođenja te zajedno vežu Bena. Cijela skupina uskoro dolazi do radio tornja, a zahvaljujući Charlieju u podvodnoj stanici sada im više ništa ne ometa signal. Rousseau gasi svoj vlastiti signal koji se ponavljao 16 godina oslobodivši frekvenciju za Naomi. Međutim, u tom trenutku Locke baca nož u leđa Naomi i zaprijeti da će ubiti i Jacka ako on bude taj koji će pokušati komunicirati s brodom. Ipak, Locke ne smogne snage ubiti Jacka koji uskoro stupi u komunikaciju s Georgeom Minkowskim (Fisher Stevens) na Naominom brodu. Minkowski mu govori da će spasiti preživjele.
Kroz cijelu epizodu gledatelji također prate i događaje u budućnosti čija se radnja odvija nekoliko godina nakon pada zrakoplova, a u kojoj gledamo Jacka koji je otišao s otoka i nastavio raditi kao kirurg za kralježnicu. Međutim, ovo se otkriva tek u posljednjoj sceni epizode u razgovoru na aerodromu između njega i Kate. Tijekom scena smještenih u budućnosti, Jack je prikazan kao deprimiran, bradati ovisnik o alkoholu i tabletama protiv bolova. Nakon što sazna za smrt svog prijatelja, pokuša počiniti samoubojstvo; popne se na most Sixth Street Viaduct. Međutim, prije nego uspije skočiti pažnju mu privuče prometna nesreća zbog koje odluči pomoći žrtvama. Kasnije Jack odlazi na komemoraciju koja se održava za osobu čiju je osmrtnicu pročitao ranije u novinama i shvati da je jedini koji se pojavio. Kontaktira Kate i govori joj za komemoraciju. Ona mu kaže da nije znala za nju, ali čak i da je znala ne bi došla. Jack joj također govori i o "zlatnoj kartici" koju su svi dobili, a s kojom neograničeni broj puta mogu letjeti zrakoplovima kompanije Oceanic Airlines i koju on svakoga petka koristi kako bi letio iznad Tihog oceana u nadi da će se avion srušiti. Objašnjava joj da nikada nisu smjeli otići s otoka i da se moraju vratiti; međutim, Kate se ne slaže i odlazi ne želeći nastaviti taj razgovor kojeg su njih dvoje očigledno vodili mnogo puta prije.

## Produkcija
Naslov epizode aludira na knjigu Through the Looking-Glass, and What Alice Found There autora Lewisa Carrolla, a također je i referenca na podvodnu Dharminu stanicu pronađenu u prethodnoj epizodi. Snimanje epizode započelo je 13. travnja 2007., a završilo 7. svibnja 2007. godine. Budući da su scenaristi izrazito kasnili s pisanjem, neki dijelovi epizode snimani su dok sama epizoda još uvijek nije bila napisana. Epizoda se većinom snimala na Oahuu (Havaji), a dodatne scene snimljene su u Los Angelesu. Scene čija se radnja odvija u bolnici snimljene su na istom setu na kojem se snimala ABC-jeva televizijska serija Uvod u anatomiju.
Premda u službenoj objavi za medije nije bio spomenut, tada 15-godišnji glumac Malcolm David Kelley vratio se i reprizirao svoju ulogu 10-godišnjeg Walta Lloyda, a u epizodi je naveden kao "poseban gostujući glumac". Njegov lik napustio je otok u finalu druge sezone, samo 26 dana prije događaja iz epizode Through the Looking Glass. U svojoj jedinoj sceni u trećoj sezoni, Walt je vidljivo ostario, nije iste visine kao prije i ima puno dublji glas. Producenti su se nadali da će se i Harold Perrineau, koji u seriji glumi Waltovog oca Michaela Dawsona, također pojaviti u ovoj epizodi, ali on je bio zauzet snimanjem Pilot epizode za CBS-ovu seriju Demons. Damon Lindelof i Carlton Cuse posudili su svoje glasove za likove pilota zrakoplova i voditelja vijesti na televiziji koji u samoj epizodi nisu fizički prikazani.
Ovom epizodom završava priča o Charliejvoj smrti koja je započela ranije u trećoj sezoni Desmondovim proročanstvima o istoj. Tijekom cijele sezone Charlie je uspješno izbjegavao smrti; međutim Desmond mu je rekao da će morati umrijeti kako bi njegova djevojka, Claire Littleton, bila spašena s otoka. Priča o Charliejevoj smrti osmišljena je tijekom produkcije drugog dijela druge sezone serije, nakon što je njegova priča o ovisnosti okončana. Vijest o smrti svog lika glumcu Monaghanu rečena je dvije epizode unaprijed, a sam glumac izjavio je da je osjetio "olakšanje" nakon što je saznao na vrijeme o budućnosti svog zaposlenja na seriji. U noći Monaghanovog pretposljednjeg dana snimanja kompletna glumačka i filmska ekipa poklonila mu je veslo kanua kojeg su sami izradili. Monaghan je izjavio da se nada da će se vratiti seriji Izgubljeni u kasnijim sezonama bez obzira radilo se o flashbackovima ili o snovima.
Redatelj epizode Jack Bender izjavio je da Matthew Fox "zbilja unosi svoje tijelo i dušu u priču koju želi ispričati tijekom epizode", a Fox je izjavio da se ne sjeća je li ikada prije bio više umoran nego tijekom snimanja ovog finala. Poput ostalih finala serije Izgubljeni i ovom je za završnu scenu dan kodni naziv - The Rattlesnake in the Mailbox - što je značilo da se svi detalji oko kraja epizode moraju čuvati u strogoj tajnosti. Nakon što su Lindelof i Cuse napisali posljednju scenu, smjeli su je pročitati isključivo Fox, Lilly, Bender i jedna od izvršnih producentica Jean Higgins. Scena je snimljena s upotrebnom zelenog platna u pozadini na napuštenom parkiralištu u Honoluluu, a u montaži je dodan aerodrom. Unatoč strogim mjerama osiguranja, kompletan i detaljan sinopsis epizode procurio je na internet 10-ak dana prije njezinog originalnog emitiranja. Kompanija Walt Disney Pictures započela je s istragom oko curenja podataka. Zbog toga su Lindelof i Cuse započeli s "radio šutnjom" koju su nakratko prekinuli tijekom međunarodnog festivala Comic-Con 2007. godine. Pogrebno poduzeće koje Jack posjeti zove se "Hoffs/Drawlar" što je zapravo anagram riječi flashforward. Na ideju o događajima koji će se zbivati u budućnosti radnje serije došlo se tijekom planiranja kompletne serije, prije prve sezone. Međutim, Cuse i Lindelof ozbiljno su o njoj počeli razgovarati tek na kraju prve sezone nakon što su shvatili da će flashbackovi s vremenom postati nezanimljivi i više ne toliko važni za razvoj likova. Uz objavu da će kompletna serija nakon epizode Through the Looking Glass imati još točno 48 epizoda odlučili su započeti s radnjom u budućnosti od finala treće sezone.
Post-produkcija epizode završena je 21. svibnja 2007. godine, samo dva dana prije njezinog originalnog emitiranja. Glazbu za epizodu skladao je Michael Giacchino, a epizoda je također sadržavala i druge već ranije poznate glazbene teme. Charlie u epizodi pjeva pjesmu koju je skladao glumac Dominic Monaghan, koji u seriji glumi njegov lik. Finale sezone duplo je dužeg trajanja od prosječne epizode serije. Upravo zbog toga u nekim zemljama podijeljeno je u dva dijela na DVD i Blu-ray izdajima. Za razliku od većine epizoda, ova nije sadržavala uobičajeni uvod montiran od scena iz prethodnih epizoda u originalnom emitiranju; međutim prethodila joj je montažna sekvenca Lost: The Answers koja je rekapiturirala kompletnu treću sezonu. Cuse je izjavio da on i Lindelof smatraju da je finale "vrlo cool i ponosni smo s njim". Stephen McPherson, predsjednik kompanije ABC Entertainment, nazvao je epizodu Through the Looking Glass "jednom od najboljih epizoda" kompletne serije. Kompanija Buena Vista Home Entertainment službeno je izdala epizodu u sklopu treće sezone na DVD-u i Blu-rayu 11. prosinca 2007. godine za prvu regiju. U prilogu o snimanjuLost: On Location glumačka i filmska ekipa raspravljaju o produkciji pojedinih epizoda među kojima je i Through the Looking Glass.

## Priznanja

### Gledanost
U SAD-u epizoda je privukla najveću gledanost za seriju Izgubljeni u posljednjih 15 emitiranih epizoda. Dvosatno finale emitirano je u srijedu navečer na ABC-u, a uz prosječan broj od 13.86 milijuna gledatelja epizoda je bila četvrta najgledanija serija toga tjedna (prosječna gledanost treće sezone serije Izgubljeni bilo je 14.6 milijuna ljudi). Prvi dio epizode gledalo je 12.67 milijuna ljudi, a drugi dio gledalo je čak 15.04 milijuna ljudi. U Ujedinjenom Kraljevstvu epizoda je privukla 1.21 milijun gledatelja pred male ekrane što ju je učinilo drugim najgledanijim programom tjedna, odmah iza Katie & Peter: The Next Chapter. U Australiji epizoda je bila trideset i sedmi najgledaniji program tjedna, a gledalo ju je 1.17 milijuna ljudi. U Kanadi prvi dio epizode zauzeo je šesnaesto mjesto gledanosti s 911 tisuća ljudi, a drugi dio zauzeo je petnaesto mjesto s 938 tisuća gledatelja. Epizode su emitirane prije i poslije emitiranja Američkog idola.

### Kritike
Epizoda Through the Looking Glass dobila je izrazito pozitivne kritike. Los Angeles Times napisao je da je epizoda bila "neočekivano ispunjena akcijom i krvoločnim čišćenjem koje je prouzrokovalo smrt dosta likova" dok su novinari Access Atlante napisali da je epizoda bila "izrazito zadovoljavajuća. Prvi dio počeo je relativno sporo, ali drugi dio sadržavao je fantastične obrate, prekrasne emotivne trenutke - sretne i tužne". Novinari iz Associated Pressa napisali su: "Snažno finale sezone iskupilo je seriju svojom lukavošću i intrigom koja ju je u početku i učinila toliko ovisnom." San Francisco Chronicle napisao je: "Ne samo da je radnja epizode tekla brzo i dala odgovore na brojna pitanja, nego su se scenaristi odlučili kockati i reći gledateljima nešto o budućnosti radnje u kojoj možda i svi likovi ipak odu s otoka. Ispuni im se želja. Ali s likom Jacka, našim vodičem kroz čitavu seriju, scenaristi poručuju pripazite što želite". The San Jose Mercury News proglasile su finale "šokantnom vježbom dobre priče". Pittsburgh Post-Gazette komentirale su da je flashforward "obrat koji je cijeloj sagi unio novi život dok serija započinje svoj marš prema završetku 2010. godine". Boston Globe o finalu sezone napisao je: "Zasigurno šokantna, totalno radikalna dva sata koja su nam dala mnoge obrate, vojsku mrtvih likova, mogućnost spasa s otoka i razne portrete heroizma" te nadodao da je Charliejeva smrt "bio jedan od najemotivnijih gubitaka likova serije do sada." The Palm Beach Post i Wizard opisali su epizodu kao "najbolji cliffhanger" 2007. godine. The Chicago Tribune opisao ju je kao "fantastičan uspjeh" odličnog ritma i akcije, međutim scene čija se radnja odvija u budućnosti su bile nezanimljive i "traljave". Magazin Time postavio je epizodu na prvo mjesto najboljih u 2007. godine, a završnu scenu proglasio je "jednom od 10 najboljih scena na televiziji u 2007. godini".
U svojoj godišnjoj listi The Futon Critic proglasio je epizodu jednom od "50 najboljih epizoda godine". Magazin E! napisao je da je Through the Looking Glass "vjerojatno najbolja epizoda kompletne serije". TV Guide opisao je epizodu kao "vrtoglavu vježbu akcije, neprekidne avanture i promjene vremena radnje koja je fantastično producirana, izvrsno režirana i nevjerojatno odglumljena". IGN je dvostrukoj epizodi dao ocjenu 10/10 - najbolja ocjena cijele sezone - istaknuvši da sama epizoda "nije ništa manje od čistog remek-djela priče s briljantnom naracijom". IGN je kompletan flashforward proglasio "najvećim šokom" 2007. godine na televiziji. BuddyTV hvalio je epizodu bez presedana, istaknuvši da "niti jedna druga serija ne može niti započeti ono što uspijeva seriji Izgubljeni". Kasnije će BuddyTV proglasiti epizodu najboljim finalom televizijske sezone 2007. godine, a Charliejevu smrt najtužnijom TV-smrću. Urednici internet stranice TV.com proglasili su Through the Looking Glass najboljom epizodom 2007. godine. Televizijska ekipa AOL-a dala je ocjenu epizodi 7/7 istaknuvši: "Scenaristi su slijedili Desmondova proročanstva i uspješno dostavili visoko-očekivano finale". Television Without Pity dao je finalu treće sezone čistu peticu. The Sydney Morning Herald napisao je da se serija Izgubljeni "okrenula protiv svih očekivanja sa flashforwardom". Časopis Entertainment Weekly proglasio je epizodu jednom od deset najboljih epizoda svih serija 2007. godine, istaknuvši da je završna scena "otkrila nove dimenzije kreativnosti serije Izgubljeni". Zap2It se zapitao: "Trebamo li biti duboko frustrirani (ponovno), zbilja, zbilja zbunjeni (vjerojatno) ili samo gledati u čudu fantastične kreativne umove autora serije... I ono što su uspjeli napraviti." Negativno su kritizirani dijelovi epizode koji uključuju lik Johna Lockea, a jedan od novinara IGN-a je napisao da se "činilo iracionalnim da bi on zabio nož u leđa Naomi bez da dodatno pojasni svoju namjeru". Lindelof je na to izjavio da "ostavlja otvorenim Lockeove namjere za njegova djela čak i ako se ona čine malo izvan lika". Filmski i televizijski redatelj i scenarist Kevin Smith izjavio je: "Raditi seriju u jednom smjeru i onda najedanput u potpunosti zaokrenuti priču u drugi smjer i pritom sve to napraviti na toliko dramaturški zadovoljavajući način ostavlja samo mogućnost da skineš kapu scenaristima."

### Nagrade
Epizoda Through the Looking Glass nominirana je u kategorijama najbolje režije dramske serije, najboljeg scenarija za dramsku seriju i najbolju montažu slike za dramsku seriju na dodjelama prestižnih televizijskih nagrada Emmy. Međutim, nije osvojila niti jednu nagradu. Ova je epizoda također poslana i za eventualnu nominaciju u kategoriji najbolje dramske serije; međutim u istoj nije bila nominirana. Redatelj Bender za ovu je epizodu također nominiran u kategoriji najboljeg dramskog noćnog programa za Directors Guild Award, ali nije ju osvojio. Epizoda je pobijedila u anketi AOL-a i u izboru urednika u kategoriji "najboljeg cliffhangera neke sezone serije" te godine. Na dodjeli televizijske nagrade Los Angeles Times Gold Derbi epizoda je proglašena "najboljom dramskom epizodom godine". Također je osvojila i tri nagrade E! Tater Top. Na istoj dodjeli Charliejeva smrt proglašena je "najemocionalnijim trenutkom", posljednja scena proglašena je "najšokantnijim trenutkom", a rečenica koju izgovara Rose Henderson ("Jack, ako mi još jedanput kažeš rečenicu živi zajedno, umri sam, udarit ću te u lice") proglašena je "najboljom rečenicom sezone".

## Vanjske poveznice
- "Through the Looking Glass"  Arhivirana inačica izvorne stranice od 10. lipnja 2013. (Wayback Machine) na ABC-u